# Orgazmo
Orgazmo is een filmkomedie uit 1997 geschreven en geregisseerd door Trey Parker die ook samen met South Park-medebedenker Matt Stone de hoofdrol op zich neemt. Daarnaast spelen enkele bekende pornoacteurs rollen.

## Verhaal
Joe Young (Trey Parker) is een Mormoonse missionaris die overgehaald wordt om in een pornofilm te spelen om geld te verdienen voor zijn bruiloft. In deze film-in-een-film (eveneens Orgazmo genaamd) speelt hij een superheld genaamd Orgazmo die met zijn "Orgazmorator" de misdaad bestrijdt. De film wordt een succes, maar de verloofde van Joe is minder blij met Joes nieuwe baan.

## Rolverdeling
| Acteur              | Personage               |
| ------------------- | ----------------------- |
| Trey Parker         | Joe Young/Orgazmo       |
| Dian Bachar         | Ben Chapleski/Choda Boy |
| Robyn Lynne Raab    | Lisa                    |
| Michael Dean Jacobs | Maxxx Orbison           |
| Matt Stone          | Dave The Lighting Guy   |
| Masao Maki          | G-Fresh                 |
| Toddy Walters       | Georgi                  |
| Ron Jeremy          | Clark/Jizzmaster Zero   |
| Chasey Lain         | Candi                   |
| Juli Ashton         | Saffi                   |
| Shayla LaVeaux      | Griekse pornoactrice    |
| Jill Kelly          | Verpleegster            |
| Lloyd Kaufman       | Arts                    |
| Max Hardcore        | Awardshowpresentator    |
| Christi Lake        |                         |
| Jeanna Fine         |                         |
| Jacklyn Lick        |                         |
| Melissa Hill        |                         |
| Serenity Wilde      |                         |